# Al-Koufrah
Al-Koufrah (en arabe : الكفرة) est une des chabiyat (ou districts) libyennes. 
Sa capitale est Al Jawf, mais son nom vient de la ville de Koufra. Lors du recensement de 2003, la municipalité comptait 51 433 habitants.
Une très grande raffinerie de pétrole se trouve près de la capitale.

## Situation
La municipalité d'Al-Koufrah se trouve dans le Sud-Est de la Libye, elle est frontalière de l'Égypte, du Soudan et du Tchad. La municipalité jouxte les régions
- d'Al-Wadi al-Jadid, en Égypte, à l'est ;
- du Nord, au Soudan, au sud-est ;
- du Darfour du Nord, au Soudan, au sud-est ;
- de Borkou-Ennedi-Tibesti, au Tchad au sud.

La municipalité est mitoyenne des autres municipalités libyennes suivantes :
- Mourzouq, à l'ouest
- Al-Joufrah, au nord-ouest
- Ajdabiya, au nord-est et nord-ouest
- Al Wahat, au nord
- Al Boutnan, au nord-est.

## Évolution du découpage administratif
Les limites de ce district ont été peu modifiées entre l'organisation administrative de 2001 (repère 7 sur la carte de gauche) et celle de 2007 (repère 7 sur la carte de droite).

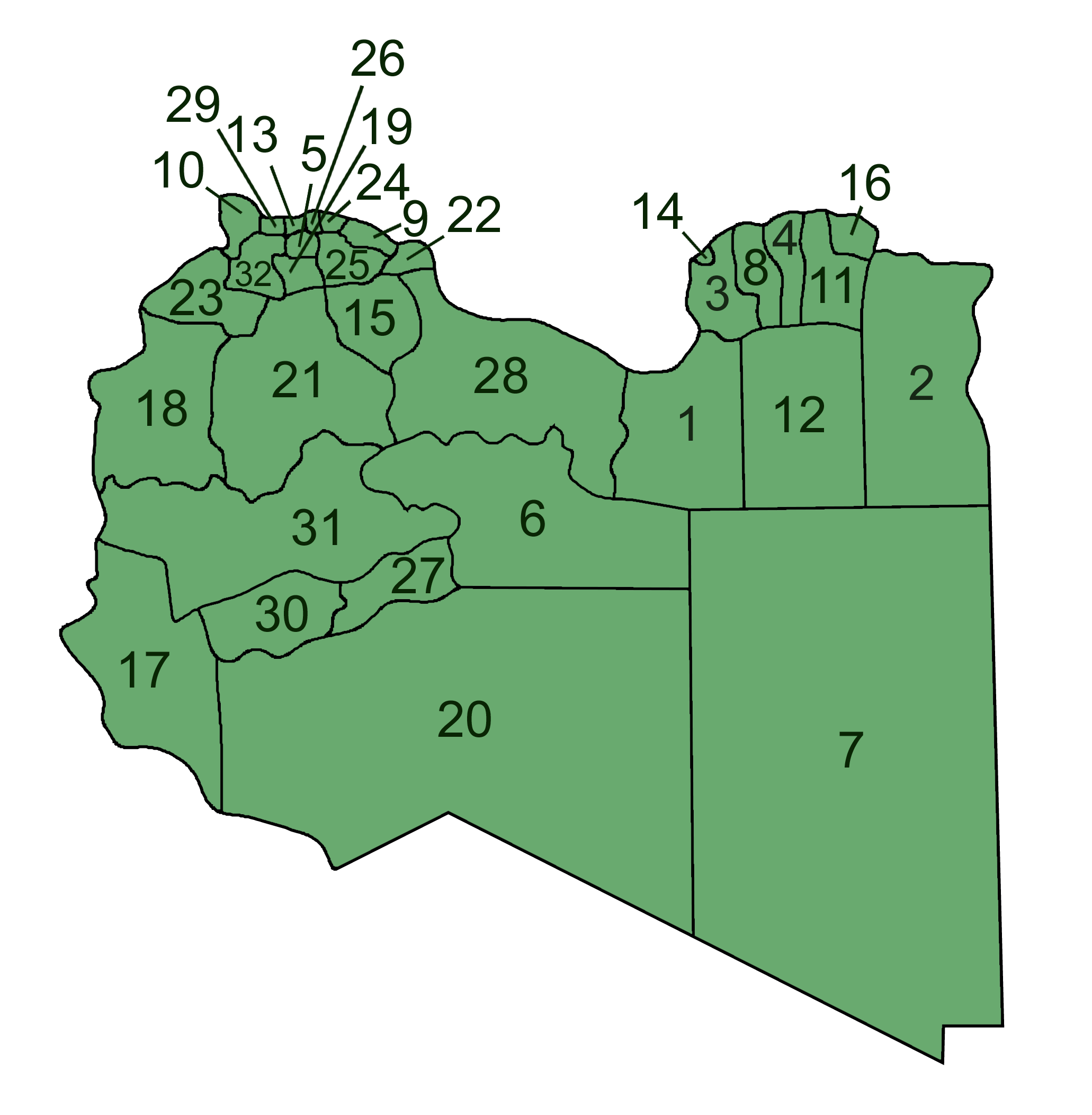
Carte des 32 districts (chabiyat) de Libye (de 2001 à 2007)

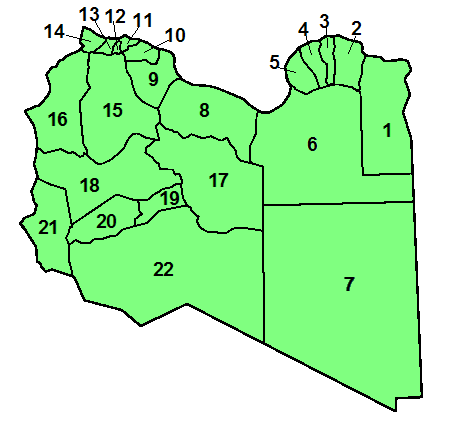
Carte des 22 districts (chabiyat) de Libye (depuis 2007)